# Andreas Beck (Seemann)

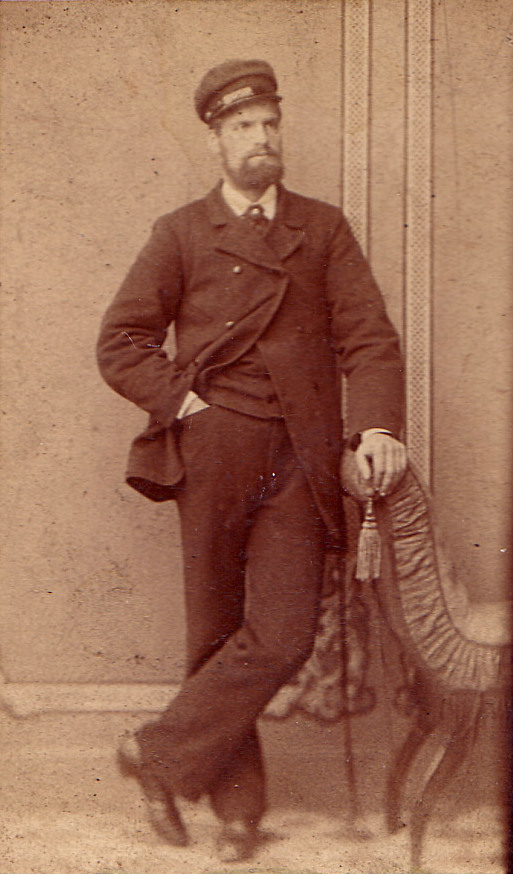
Andreas Beck im Jahr 1900

Andreas Beck (* 8. Oktober 1864 in Balsfjord, Norwegen; † 18. März 1914 auf See vor Montevideo, Uruguay) war ein norwegischer Seemann und Teilnehmer an der Südpolexpedition (1910–1912) des norwegischen Polarforschers Roald Amundsen.

## Leben
Andreas Beck kam als Sohn eines Kapitäns in Nordnorwegen zur Welt. Im Alter von 17 Jahren ging er gleichfalls zur See und arbeitete auf Schiffen, die im Nordpolarmeer nördlich von Norwegen operierten. Im Jahr 1896 erwarb er das Kapitänspatent, bevor er für mehrere Jahre als Harpunier auf diversen Walfangschiffen tätig war. 1903 wurde er Anteilseigner an einer Sloop; seine Anteile verkaufte er jedoch bereits im Jahr 1906 wieder. Danach arbeitete er in der norwegischen Küstenschifffahrt, bevor er 1908 als Eislotse auf einer Schmack anheuerte, die eine kurze Erkundungsfahrt nach Spitzbergen unternahm. Diese Fahrt war eine der ersten, die schließlich zur Einrichtung des Norwegischen Polarinstituts führten. 1909 nahm Beck als Eislotse erneut an einer Forschungsfahrt nach Spitzbergen mit geologischer Zielsetzung teil.
Durch diese Vorkenntnisse wurde der norwegische Polarforscher Roald Amundsen auf ihn aufmerksam. Amundsen rekrutierte Beck als Eislotsen auf der Fram für seine ursprünglich als Nordpolexpedition geplante Forschungsfahrt. Amundsen änderte kurzfristig die Zielsetzung seiner Expedition dahingehend, als Erster den geographischen Südpol erreichen zu wollen. Beck lotste die Fram binnen drei Tagen und 14 Stunden durch den antarktischen Packeisgürtel, eine Strecke, für die Amundsens Rivale Robert Falcon Scott mit der Terra Nova etwa zur selben Zeit ganze drei Wochen benötigte. Während Amundsen und die Landungsmannschaft im Lager Framheim auf dem Ross-Schelfeis stationiert waren und schließlich den erfolgreichen Marsch zum geographischen Südpol unternahmen, war Beck an der ozeanographischen Forschungsfahrt mit der Fram im Südatlantik beteiligt. 
Nach Wiederaufnahme der Landungsmannschaft fuhr die Fram zunächst nach Hobart und danach nach Südamerika. Eine geplante Passage als erstes Schiff durch den Panamakanal kam wegen der verzögerten Fertigstellung des Kanals nicht zustande. Die Fram nahm Kurs auf Buenos Aires. Beck starb auf dieser Fahrt vor Erreichen des Zwischenhafens Montevideo vermutlich an einer Tropenkrankheit und wurde auf See bestattet. Er hinterließ seine Frau und sechs Kinder. Ihm zu Ehren benannt ist der Beck Peak im antarktischen Königin-Maud-Gebirge.